# Pondok Kubang (plaats)
Pondok Kubang is een bestuurslaag in het regentschap Bengkulu Tengah van de provincie Bengkulu, Indonesië. Pondok Kubang telt 815 inwoners (volkstelling 2010).